# 戰鐮

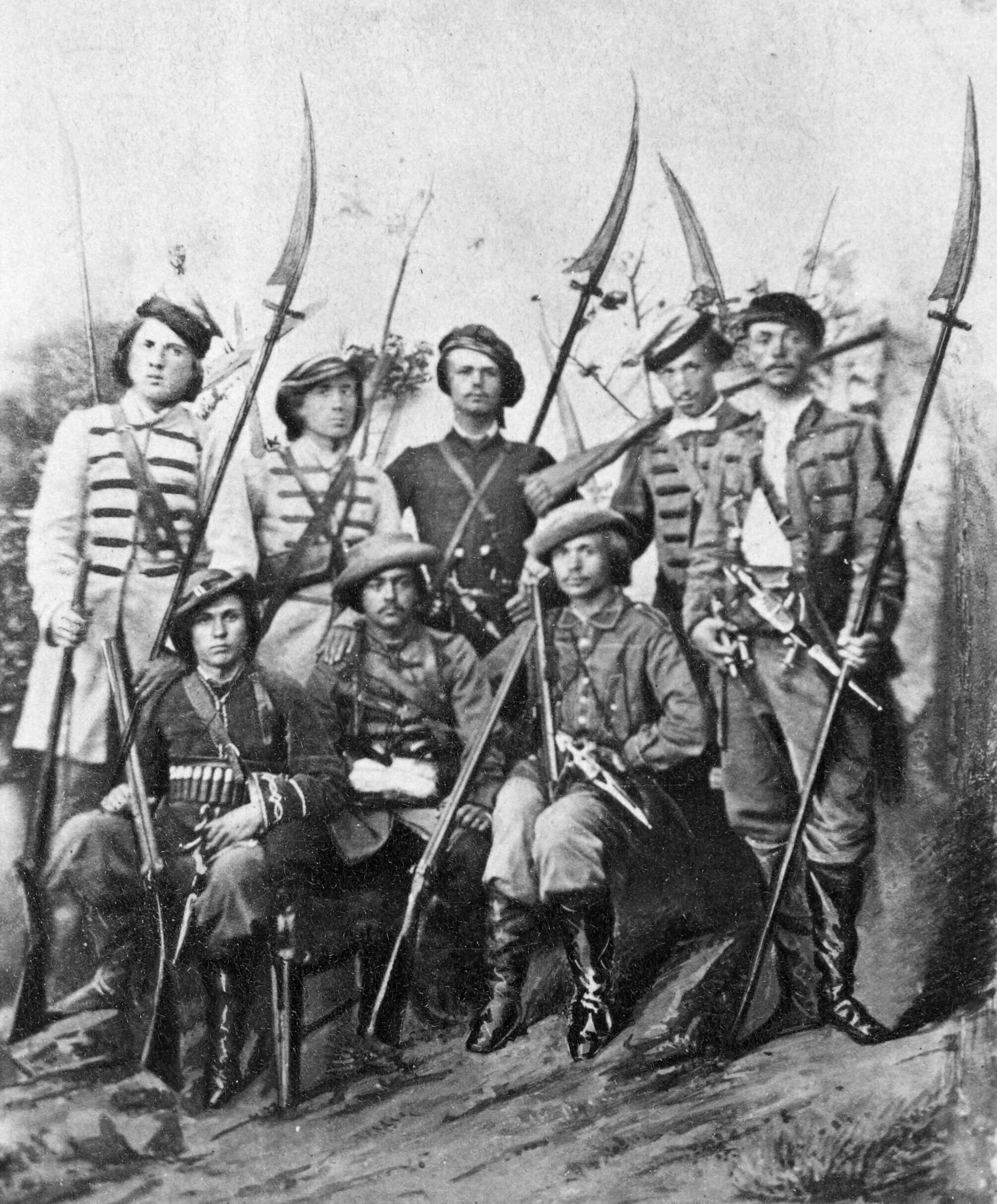
持戰鐮的波蘭人。

戰鐮（War scythe）是一種長柄武器，由大鐮（Scythe）演變而來。大鐮的鐮身與鐮柄垂直，而戰鐮則是與鐮柄平行，鐮身如同柄的延伸，類似逆刃的長柄刀，戰鐮的樣式比大鐮更適合用來對抗步兵與騎兵。

## 歷史
由於使用鐮刀這種農耕器具改造，使戰鐮經常出現在歷史上的農民起義中。像是古希臘歷史學家色諾芬在著作「長征記」中就有戰車兵使用鐮刀作戰的紀錄、17世紀瑞典入侵(大洪水時代)時波蘭農民也曾使用戰鐮來對抗等。